# 日髙輝夫
日髙 輝夫（ひだか てるお、1974年〈昭和49年〉7月7日 - ）は、日本の政治家、地方公務員、気象予報士。愛知県東浦町長（1期）、知多北部広域連合副広域連合長、知多中部広域事務組合副管理者。

## 来歴
愛知県知多郡東浦町緒川出身。東浦町立緒川小学校、東浦町立北部中学校、愛知県立半田高等学校を経て、1997年（平成9年）、名古屋大学工学部を卒業。大学ではバイオテクノロジーを学び、それらの見識を生かして環境や水に関わる仕事がしたいと考え、日本気象協会に就職。天気予報部門に配属され、在職中に気象予報士の資格を取得した。その後、仙台市で勤務していた際に東海豪雨が発生し、地元で起きた災害に何も出来ないもどかしさから転職を決意し、2002年（平成14年）、愛知県庁に入庁。入庁後、企画や地方創生などの部門に配属され、2026年アジア競技大会の誘致などに携わった。伊勢志摩サミットの際には名古屋市に宿泊していたG7以外の参加国の首脳の接遇を担当した。その後、引退表明をした神谷明彦に自身の後任として立候補するよう要請され、2023年（令和5年）に政策企画局地方創生課企画グループ班長を最後に愛知県を退職し、同年6月22日、東浦町長選挙への立候補を表明。同年7月25日に告示され、無投票で初当選。同年8月19日、東浦町長に就任。就任後、第6次東浦町総合計画など既存の施策のアップデートに意欲を示し、同年9月にはワーク・ライフ・バランス推進の一環で、小学生が平日に登校しなくて良い「ラーケーションの日」に合わせ、自身も公務を入れずに休暇をとる取り組みを実施した。